# 曼寧冰原島峰
71°0′S 71°12′E / 71.000°S 71.200°E
曼寧冰原島峰（英語：Manning Nunataks）是南極洲的冰原島峰，位於麥克羅伯特森地的阿梅里冰架南部，處於皮克林冰原島峰東北面37公里，在1957年由澳大利亞探險隊拍攝空中照片，現時由南極條約體系管理。